# Miho Klaić
Miho Klaić (Dubrovnik, 19. kolovoza 1829. – Zadar, 3. siječnja 1896.), bio je hrvatski političar i jedan od vođa hrvatskog preporoda u Dalmaciji.

## Životopis
Miho Klaić rodio se je 1829. godine u Dubrovniku, u obitelji oca Petra Klaića (1790. – 1861.) i majke Ane, rođ. Radinković (1794. – 1881.). Doktorirao je arhitekturu u Padovi. Kao član Narodne stranke bio je zastupnik u Dalmatinskom saboru i član Zemaljskog odbora. Jedan je od osnivača te predsjednik Matice dalmatinske i narodnjačkoga glasila Il Nazionale. 
Unatoč progonima austrijske vlasti, cijeloga života borio se za uvođenje hrvatskoga jezika u školstvo i upravu te zahtijevao stvarno upravno sjedinjenje Kraljevine Dalmacije s Kraljevinama Hrvatskom i Slavonijom.
Miho Klaić je mnogo pridonio izgradnji novih bolnica u Zadru (1882.), Šibeniku (1883.) i Dubrovniku (1888.).

## Obitelj
Sa suprugom Anom Marijom (rođ. Baša) imao je dvojicu sinova, Petra (1862. – 1910.), pravnika i zastupnika u Dalmatinskom saboru, i mlađeg sina Ljubu (1871. – 1935.) koji je bio poznati kirurg u Zadru i Splitu, a krsni kum bio mu je Josip Juraj Strossmayer, i kćer Anu. Miho Klaić bio je punac poznatom liječniku i voditelju dubrovačke i zadarske bolnice, dr Emanuelu Luxardu (1848. – 1905.), osobi talijanskog podrijetla koja je podupirala hrvatski narodni preporod.